# Alexander James Quinn
Alexander James Quinn (ur. 8 kwietnia 1932 w Cleveland, Ohio, zm. 18 października 2013 w Westlake, Ohio) – amerykański duchowny rzymskokatolicki, biskup pomocniczy Cleveland w latach 1983-2008.

## Życiorys
Święcenia kapłańskie otrzymał 24 maja 1958 i inkardynowany został do rodzinnej diecezji.
14 października 1983 papież Jan Paweł II mianował go biskupem pomocniczym Cleveland. Otrzymał wówczas stolicę tytularną Socia. Sakry udzielił mu ówczesny zwierzchnik diecezji bp Anthony Pilla. Na emeryturę przeszedł 14 czerwca 2008 roku.